# Roy Travers
Roy Travers (nascido em Londres, 1883) foi um ator britânico da era do cinema mudo.

## Filmografia selecionada
- East Lynne (1913)
- Lights of London (1914)
- The Man Who Bought London (1916)
- Diana and Destiny (1916)
- Auld Lang Syne (1917)
- Little Women (1917)
- The Lackey and the Lady (1919)
- A Romance of Old Baghdad (1922)